# Blidö

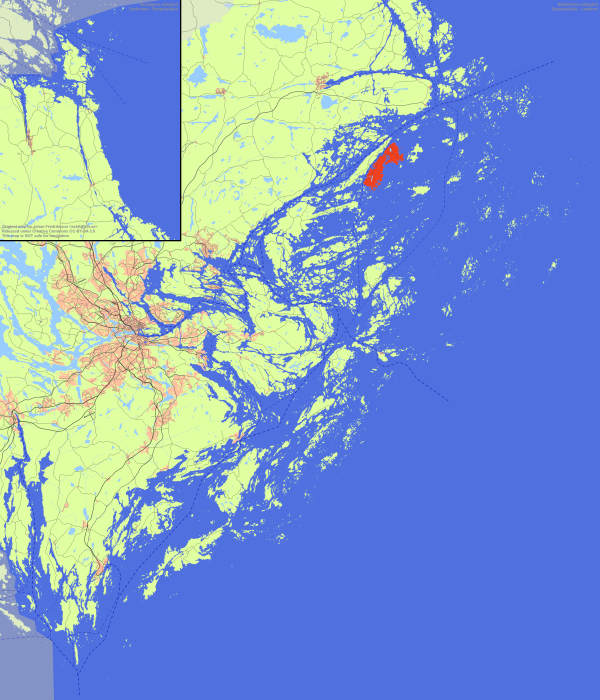
Blidös läge i Stockholms skärgård.

Blidö är en ö i Blidö socken, Norrtälje kommun, Stockholms län i Stockholms skärgård.

## Historik
På grund av sitt läge med närheten till fastlandet har Blidö länge varit ett av Roslagens populära sommarparadis och sommargäster har funnits på ön sedan slutet av 1800-talet. Konstnären Rune Jansson föddes här 1918. Ture Nerman hade sommarstuga på Blidö i 50 år. Tove Jansson tillbringade sin barndoms somrar på ön.

## Kommunikationer
Till Blidö från Norrtälje via grannön Yxlan finns bussförbindelse (med SL:s busslinje 634) och färjeförbindelse från Furusund via trafikfärjelederna Furusundsleden och Blidöleden. Ön har inga broar utan endast vägfärjor som går mellan Furusund (som i sin tur har broförbindelse med fastlandet) och Köpmanholm (Yxlan) samt mellan Larshamn (Yxlan) och Norrsund (Blidö). Waxholmsbolaget trafikerar Blidö sommartid från Stockholm med fartygen Blidösund, Sjögull och Sjöbris.

## Kultur
- Blidö kyrka ligger i mitten av ön och uppfördes år 1859. Kyrkan är med i filmen Tjorven och Skrållan (Saltkråkan) från 1965 som den kyrka Malin och Peter gifter sig i.
- Blidö har även en egen biograf, Blidö Bio, som har sina lokaler strax söder om Stämmarsund i en byggnad från 1918. Utöver filmer arrangerar Blidö Bio även konserter.
- I samband med att Tove Jansson hade sitt sommarställe på Blidö under sin barndom blev Blidö även förebild till Mumindalen.

## Bilder

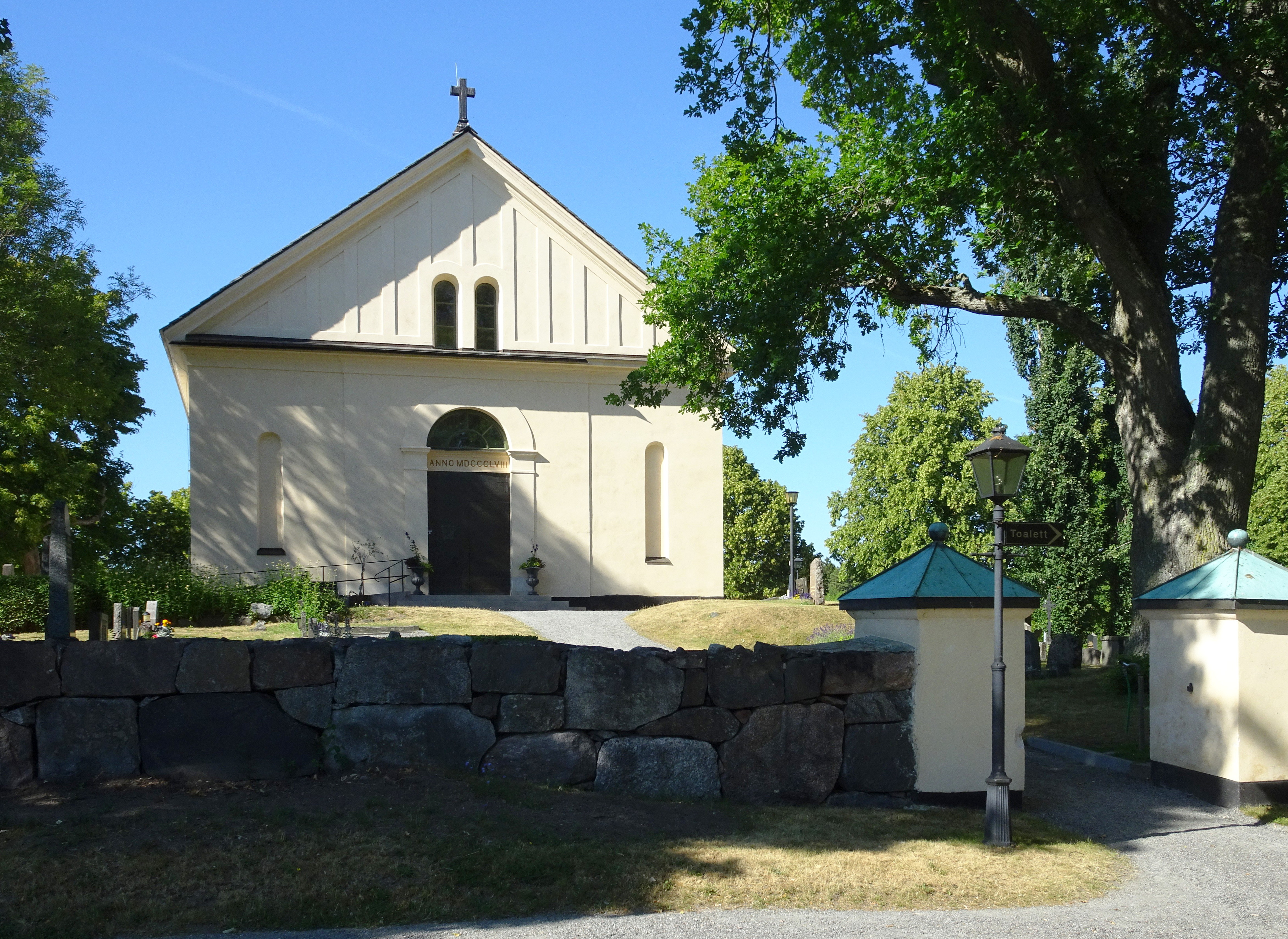
Blidö kyrka
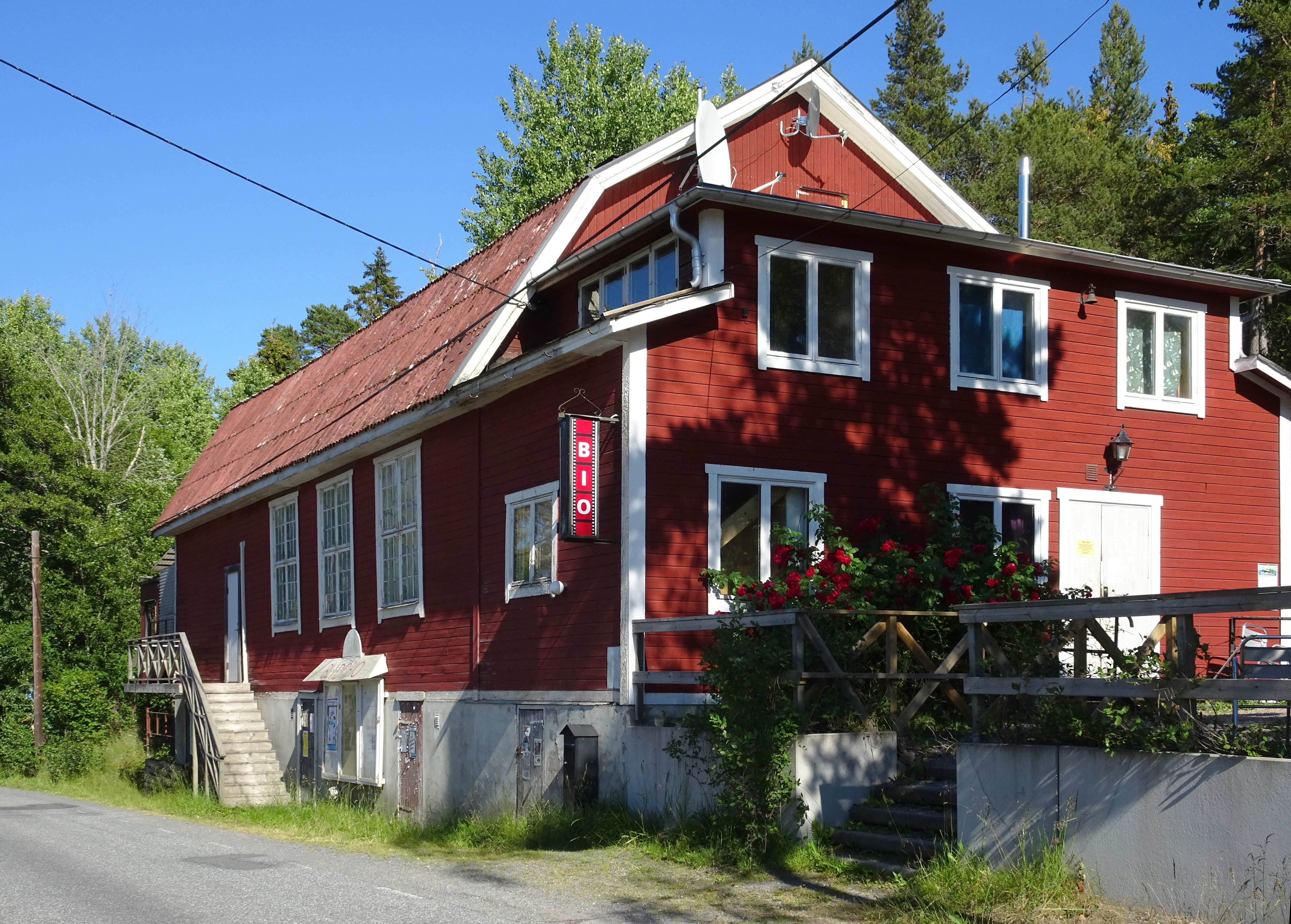
Blidö Bio
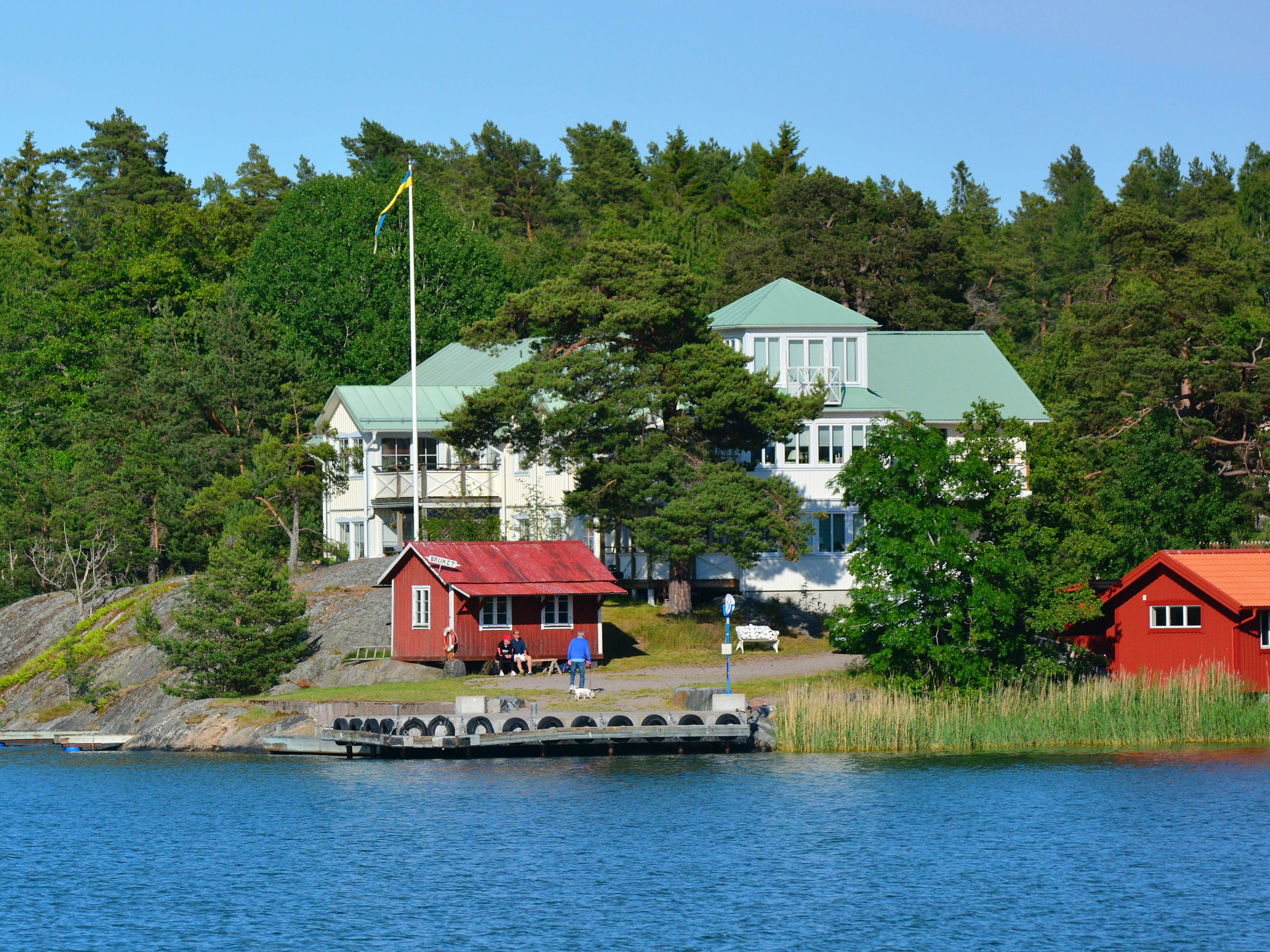
Bruket brygga
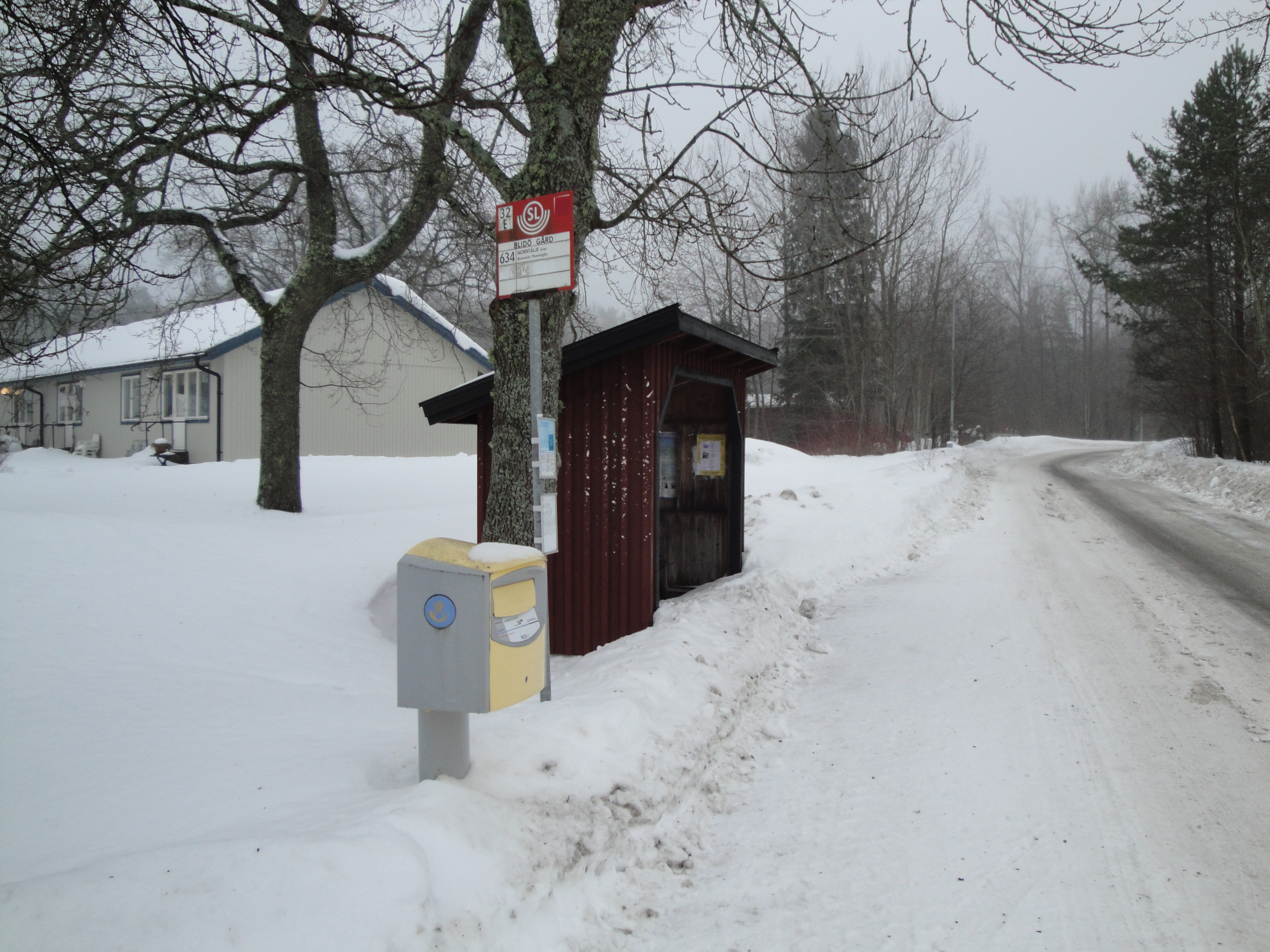
SL:s busshållplats Blidö gård.

## Orter på Blidö

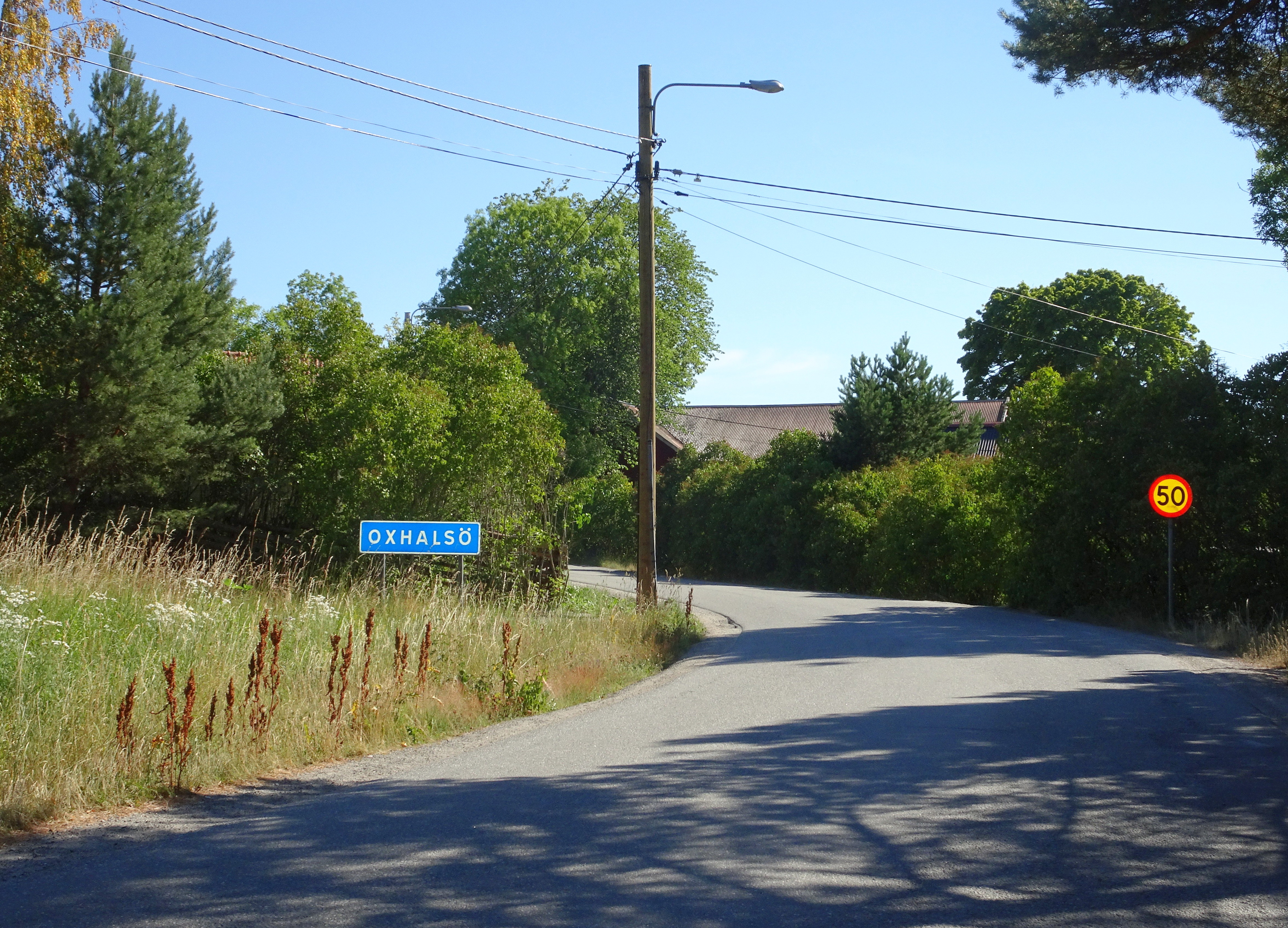
Infart till Oxhalsö

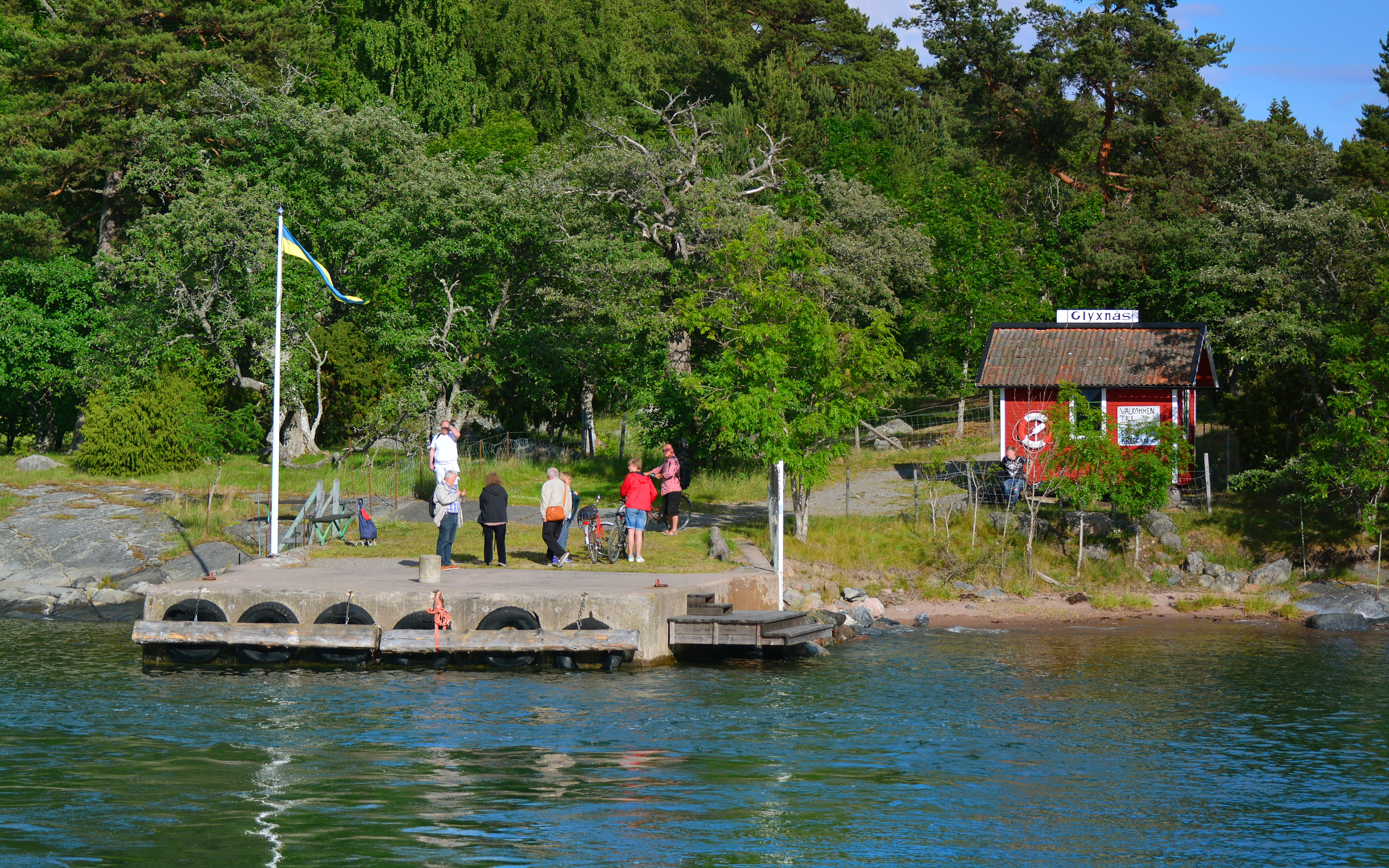
Glyxnäs brygga.

- Blidö (småort)
- Oxhalsö
- Västerö
- Stämmarsund
- Bromskär
- Bruket
- Storvik
- Sunda (bondgård)
- Sunda (barnkoloni)
- Linken (naturreservat)
- Storö
- Glyxnäs
- Eknäs
- Horsvärn